# Barbie - Il segreto delle fate
Barbie - Il segreto delle fate (Barbie: A Fairy Secret) è un film d'animazione del 2011 diretto da William Lau e Terry Klassen, ed è il diciannovesimo film di Barbie.

## Trama
Barbie, in questa nuova avventura, deve salvare Ken che è stato rapito dalla principessa delle fate, Grasiela, perché si è innamorata di lui a causa di una pozione d'amore, datale da Crystal. Insieme a lei ci sono la sua acerrima nemica, Raquelle, e le sue due stiliste, le fate Tailor e Kerry.
Durante questa avventura la stilista francese, Miss Roxel, fornisce una sorta di antidoto per annullare la pozione della principessa. Le quattro ragazze vengono imprigionate, ma l'amicizia che nasce tra Barbie e Raquelle le porta alla liberazione facendole diventare delle vere fate, in modo da salvare Grasiela e Ken, interrompendo le nozze reali. Alla fine, la principessa dice loro che per rimanere delle fate dovranno mantenere il segreto, ma Raquelle non vuole.
Il mattino dopo, Barbie e Raquelle si svegliano, credendo tutto un sogno, tuttavia riescono a rimanere amiche.

## Doppiaggio
| Personaggio   | Doppiatore originale | Doppiatore italiano  |
| ------------- | -------------------- | -------------------- |
| Barbie        | Diana Kaarina        | Emanuela Pacotto     |
| Ken           | Adrian Petriw        | Massimo Di Benedetto |
| Raquelle      | Britt Irvin          | Loretta Di Pisa      |
| Carrie        | Cassandra Morris     | Silvia Villa         |
| Taylor        | Kate Higgins         | Francesca Tretto     |
| Liliana Roxen | Nicole Oliver        | Beatrice Caggiula    |
| Zane          | Silvio Pollio        | Andrea Bolognini     |
| Crystal       | Brittney Wilson      |                      |
| Graciella     | Alexandra Carter     | Marisa Della Pasqua  |